# Костёл Святого Михаила и монастырь бернардинцев (Изяслав)
Костел святого Михаила и монастырь ордена отцов бернардинцев (пол. Kościół św. Michała i klasztor oo. Bernardynów) — достопримечательность сакральной постройки эпохи барокко,  бывший римско-католический монастырский комплекс, заложенный вначале XVII века, архитектурное сооружение города Изяслав на Волыни. Между 1797-1815 годами — главная резиденция Русской провинции непорочного зачатия Пресвятой Девы Марии бернардинцев. К комплексу зданий относятся каменный костел и монастырь, колокольня, часовни, хозяйственные постройки и тому подобное. В северо-западном участке монастырского терна были кладбище и сад, в северо-восточной — пруд и сад. Монастырский комплекс окружала высокая оборонительная стена с бойницами и въездными воротами. В настоящее время используется как исправительная колония.

## Положение

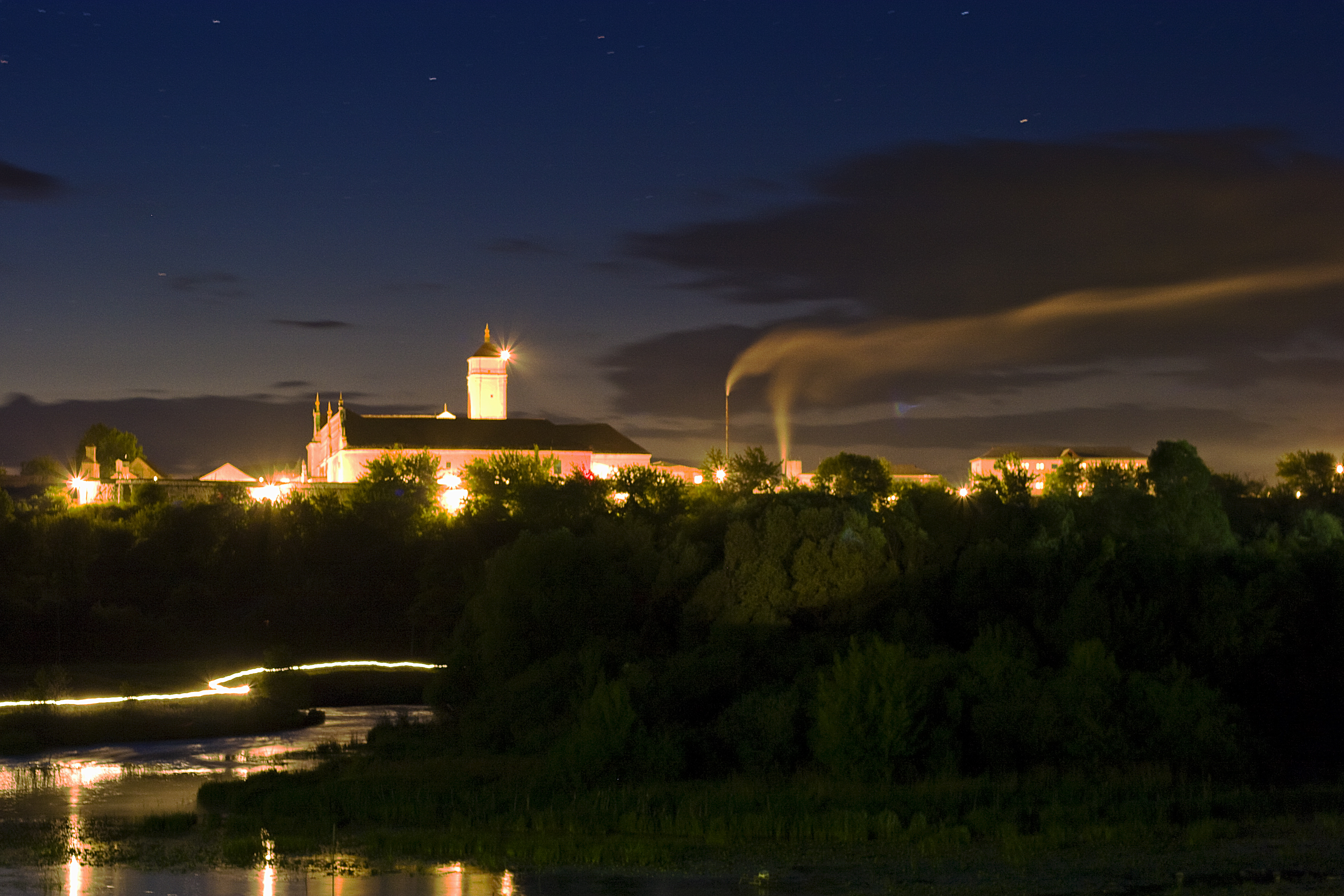
Силуэт монастыря бернардинцев — характерный элемент панорамы Изяслава

Костел и монастырь ордена бернардинцев в Изяславе расположился в северо-восточной части Старого города на высоком левом берегу реки Горыни. Ныне ограничивается от города по улицам Бернардинскою, Поселковою и Гагарина.
Монастырский комплекс бернардинцев формировал оборонительное кольцо бывшего города, его образ из Нового Заслава и окрестностей. Комплекс вместе с фаром Святого Иоанна Крестителя и собором Рождества Христова (раньше — замковой церковью) формирует центральную площадь Старого города, является самой значительной по внутренней кубатуре и внешними размерами сооружением архитектурного наследия Изяслава. Он занимает одну из самых высоких участков бывшего города и доминирует над другими сооружениями.
Благодаря тому, что город разделен долиной и поймой реки Горынь, что увеличивает его обзорность, ансамбль зданий монастыря бернардинцев играл и продолжает играть важную роль в силуэте Изяслава и его градостроительной композиции.

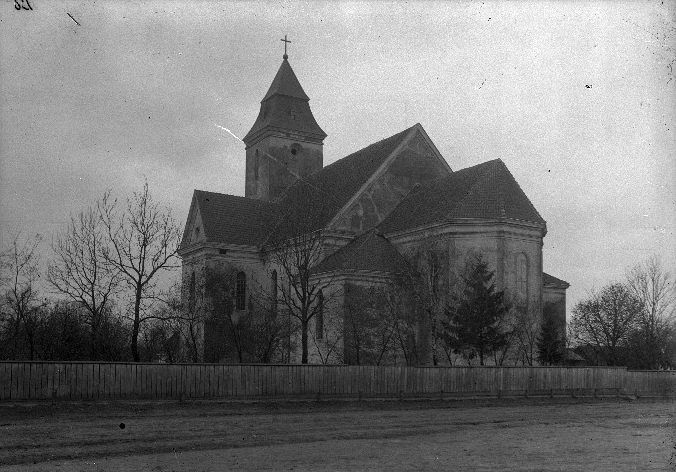
Фара Иоанна Крестителя, строилась одновременно с монастырем бернардинцев одним и тем же архитектором

Период между 1550 и 1650 считается «Золотым веком Речи Посполитой. Это был период экономического процветания благодаря торговле зерном. Внешняя торговля зерном занимала ключевое положение и в торговой конъюнктуре Заславщины, ведущую роль на рынке которой удерживали владельцы имений князья Заславские. Собранное из волынских владений зерно доставлялось в Данциг или в другой порт, оттуда продавалось в Нидерланды, Англию, Францию, Италию и Испанию. Строительство монастырского комплекса в Заславе происходило одновременно с реализацией ещё одного довольно дорогого проекта — строительства костела Иоанна Крестителя. Кроме того, это было время религиозной толерантности в результате решений Варшавской конфедерации (1573), но также и пора католической контрреформации. На время выделения земельного участка для постройки монастыря бернардинцев князь Януш Заславский исповедовал кальвинизм, его жена Александра Сангушко принадлежала к антитринитарии. Завершал строительство монастыря их сын князя Александр Заславский, католик, который однако имел конфликт с бернардинцами. Заслав был многонациональным (русины, евреи, поляки, татары) и многоконфессиональным (православные, кальвинисты, греко-католики, католики, иудеи, мусульмане) городом. В этот период  на украинских землях качественно появляются новые тенденции в архитектуре и градостроительстве, привнесенные приезжими европейскими строителями, в основном итальянцами. Возведение комплекса монастыря в новейшем стиле барокко и поздней ренессансной фары связывают со строительной активностью на заславском поприще архитектора Якуба Мадлайна, происхождением из Граубюндену, земли на итало-швейцарской границе.

## История

### 1602-1648

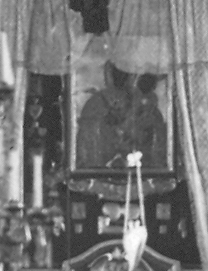
Образ Заславской Матери Божией, центральный элемент главного алтаря

Культ святых имен одна из самых характерных примет бернардинцев (IHS — монограмма имени Иисуса)

Как свидетельствует римо-католический источник, князем Янушем Янушевичем Заславским под строительство монастыря попрошайнического  ордена бернардинцев (так на территории восточной Европы называют представителей Ордена Братьев-Миноритов — францисканцев) в 1602 году была передана «оставленная православная часовня» в Старом Заславе вместе с иконой Заславской Божьей Матери, которая «издревле» принадлежала к сокровищам князей Заславских. Скорее всего, тогда речь шла о постройке римско-католической святыни на месте бывшей православной обители — монастыря Пресвятой Троицы, что на то время уже пришла в упадок вследствие неизвестных житейских перемен.
О строительстве монастыря и при нём костела сведений не сохранилось, по крайней мере, они не известны современным исследователям. Упоминание с 15 июля 1622 года доносит до нас, что здание костела святого Михаила только начали использовать. Следовательно, можно предположить, что от времени принятия Бернардинцами фундушу[lower-alpha 3] в 1604 году до момента, когда стены костела уже были обложенные, прошло 18 лет. Именно столько понадобилось строителям, а среди них и архитектору Якубу Мадлайну, чтобы сначала подготовить, а потом взяться за осуществление такого грандиозного строительства. В целом строительство комплекса продолжалось до 1630 года, когда постройка монастыря была включена в городской оборонительной системы Старого Заслава с напольной стороны (с севера). Именно тем периодом следует датировать сохранившийся до наших дней западный фасад здания монастыря с аттиком и типичными барочными фронтонами. Вероятно, к планированию этих щипцов имел отношение архитектор-бернардин Бернард Авелидес. Кроме того, современный внешний вид монастыря можно увидеть на карте с XVIII века, где обращает на себя особое внимание четырёхъярусная башня, что составляет ныне два с третью яруса.
С началом восстания Хмельницкого образ Заславской Матери Божьей эвакуировали до монастыря Бернардинцев в Ряшеве. Тем временем казачество и настроеное крестьянство, захватив город, разграбили и разрушили монастырь, который в плачевном состоянии просуществовал последующие почти 80 лет.

### 1727-1789

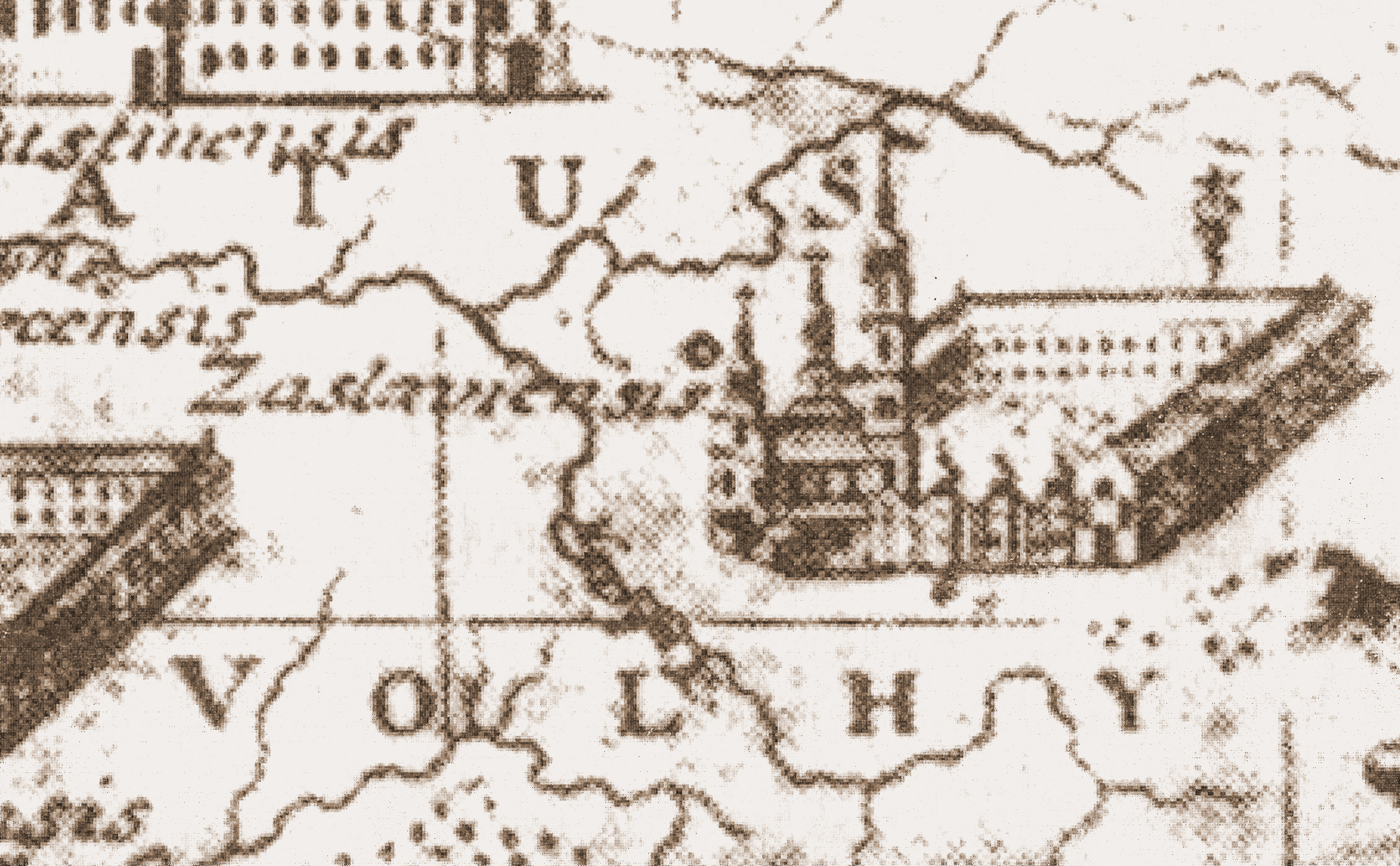
Комплекс монастыря
(Фрагмент карты «Tabula chorographica Provinciae Russiae». XVIII ст.)

Стараниями Павла Карла Сангушки в 1727 году началось возрождение монастыря, которое продолжалось в несколько этапов. Исследователи выделяют так называемые «первую реконструкцию» (1753–1754), в течение которого здание монастыря претерпела существенных изменений, костел заново перекрыто. Резчик Доминик Кацевич изготовил алтарь для костела святого Иосифа. В 1753 году, в связи с установкой лесов вокруг монастыря, упоминается имя заславского архитектора Паоло Фонтана. Однако обозначить шире его деятельность в этом направлении не позволяют доступные источники.
«Вторую реконструкцию» (1759–1775), за время которой состоялся текущий ремонт монастыря. Неф и покои получили разнообразное художественное убранство. 1763 года к работе над храмовыми алтарями был привлечен резчик из Аннополя Ян Пуш. Однако полностью справиться с заказами он не успел по причине внезапной смерти. Поэтому в 1765 году был заключен контракт с представителем львовской школы скульпторов Йозефом Штилем (Józef Sztyl, Josef Still). В следующем году костел заново отштукатурили, вставили новые окна, покрасили и расписали алтари, стены и фронтоны. В 1766–1767 годах демонтирован старый орган и построен новый хор по эскизу брата-бернардина Артемизия Брауна из Чуднова, новый орган работы Михаила Садковського со Львова установлено только в 1772 году (уже 1776 года орган пришлось ремонтировать).
Для отделки костела в течение 1766-1770 годов приобретено восемь работ выдающегося живописца XVIII века Шимона Чеховича, в частности: «Святой Франциск», «Святой Тадеуш», «Святой Онуфрий», «Святой Каэтан», «Святой Винсент», «Преображение Господне», «Святой Михаил Архангел», «Святая Фекла», «Святой Иосиф» и «Святой Ян Непомуцкий».

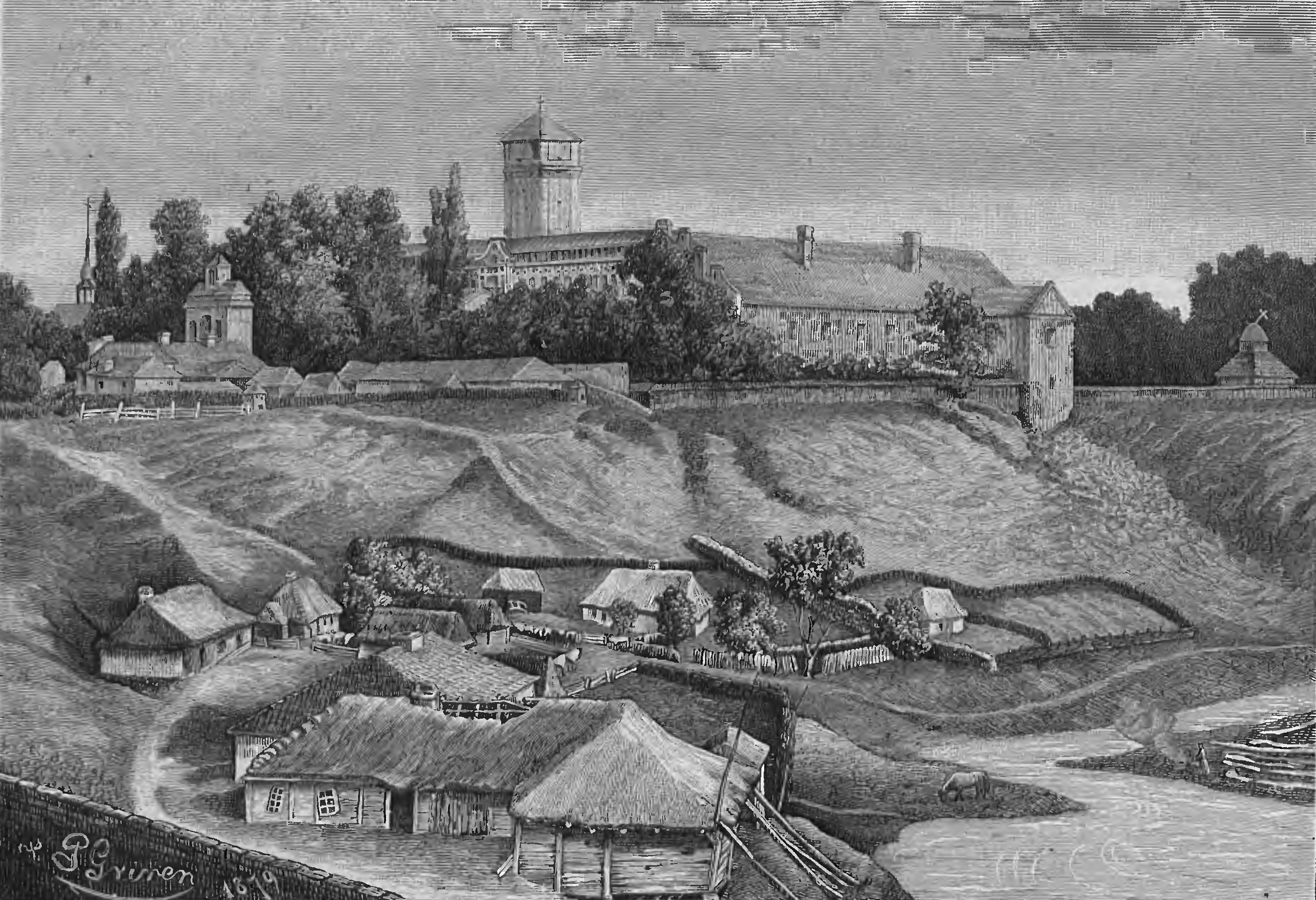
Вид на монастырь бернардинцев
(Иллюстрация из журнала «Tygodnik ilustrowany». 1881 г.)

В 1768 году заключен контракт с ещё одним представителем львовской школы скульпторов, учеником Пинзеля, Матвеем Полеевским. В начале выдающийся мастер привело к появлению кивория, амвона и резьбы главного алтаря. В 1773 году Полейовский прибыл в Заслав, чтобы разработать новую структуру главного алтаря костела святого Михаила, алтарей святого Роха и святой Феклы. Он вернулся во Львов в ноябре 1774 года, не выполнив работу до конца и оставив двух из пяти подмастерьев со своего станка для продолжения работ. К работе над хором был привлечен также Днуса Маркварта из Городища, заодно изготовил пульпит и небольшое распятие. Наряду с мастерами из других городов над костелом и монастырем работали заславские мастера: Берек Йосевич, Иосиф Машкевич, Юрий Хмилевский.

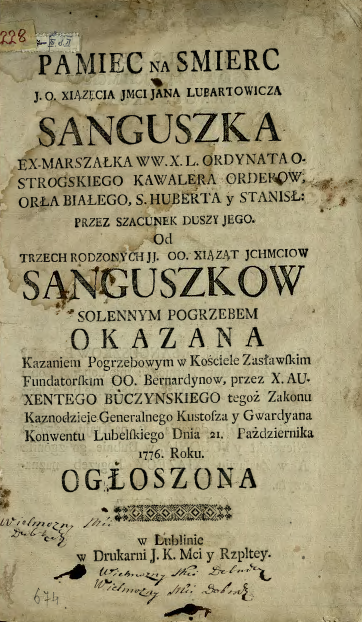
Титульный лист панегирика Януша Александра Сангушки Авксентия Бучинского
(произнесенный в заславском монастыре 1776 г.)

В 1775 году при большом стечении богомольцев состоялись торжества по случаю перенесения к главному алтарю образа Заславской Божьей Матери, а также распятие «что уцелело от первого фонда». В то же время в алтарях святого Франциска и святого Онуфрия было вмуровано привезенные из Рима реликвии святого Валентина.

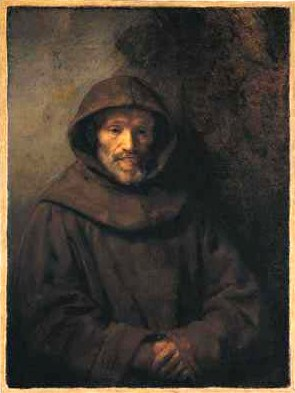
Портрет монаха-францисканца
(Рембрандт. 17 ст.)

В течение 1778–1780 годов состоялась «третья реконструкция» монастыря. Йозеф Лей[ґ]арк (Josef Legerlutz von Янув) вырезал скульптуры святых Михаила, Антония и Франциска, установленные на фасаде. В 1782 году приобретены новые колокола.
Последние зафиксированы в источниках усовершенствования относятся к 1789 году, Мишель Чарльз в очередной раз отремонтировал орган.
От 1740 году в монастыре были студии философии, теологии и риторики.
Монастырская библиотека насчитывала около 5 тысяч томов, в том числе много редких изданий.
При монастыре действовали часовни святых Анны, Антония и Франциска.
От 1797 года монастырь стал главной резиденцией Русской провинции непорочного зачатия Пресвятой Девы Марии, до принудительного слияния её с Литовской Провинцией в 1815 году.

### XIX век
В XIX веке заславским монахам-бернардинам принадлежал фольварк с пахотной землею и сенокосами, мельницами и пруд в селе Городище, пасека в урочище Черные Лозы.
Вследствие политики на ослабление римско-католической церкви в 1841 году по приказу российских властей монастырь превращен в «штатное 2 класса» (что означало, что в монастыре должны жить монахи из ликвидированных монастырей. После смерти последнего из них монастырь должен быть закрыт), его клир чрезвычайно урезан, а образовательную деятельность отменили. На начало XX века заславский монастырь Бернардинцев де-юре был единственным действующим монастырем ордена в пределах Литовско-Русской провинции, хотя де-факто не существовал. В зданиях монастыря с разрешения российского правительства действовал новициат для объединённых орденов бернардинцев и капуцинов, единый для всего Луцко-Житомирского диоцеза. Монастырь использовался для пенитенциарных целей. Сюда по согласию специальной власти заселялись католические священники для искупления или отдыха на старости. Среди сосланных тогда находились Антоний Линевич, Феликс Лубчинский, Марьян Токажевский, Максимилиан Туровский, Илья Андрушкевич. Последний заславский монах бернардин умер в 1910 году.

### 1914-1932

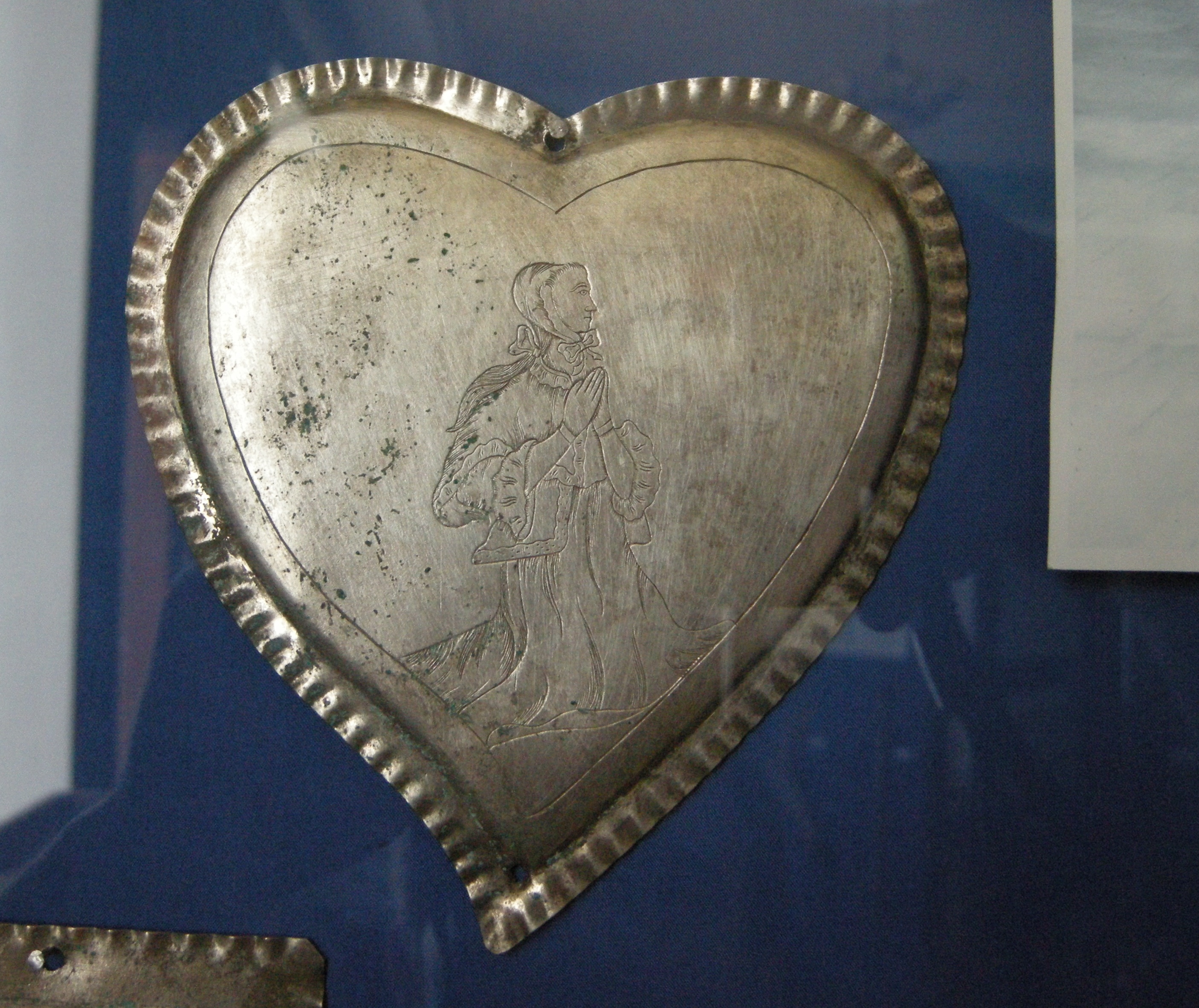
Вотива с одного из кладов найденных на территории монастыря
(Экспозиция Изяславского музея)

С началом Первой мировой войны бернардины смогли вернуться на Волынь. В 1914 году в монастыре уже насчитывалось 3 монаха и 2 священника. До 1915 года обязанности администратора монастыря исполнял Густав Еловицкий.
В 1918 и 1920 года здания монастыря вновь используются как тюрьма.
В 1930 году монастырь Бернардинцев осмотрела комиссия Волынского государственного научно-исследовательского музея в составе руководителей художественного и исторического отделов Антонова и Илюченко. На то время в кельях монастыря размещался БУПР (дом принудительных работ), который только начали ликвидировать, в заключении находилось лишь 20 человек. Однако на здание монастыря уже наложили глазом КООПТАХ (кооперация птицеводства) и артель скорняков-халупников. Никакой башни вокруг монастыря тогда уже не существовало (по состоянию на 1926 год их насчитывалось три) несмотря на то, что представители музея предостерегали местную администрацию от их уничтожения. Многие из вещей из монастыря были забраны в музеи Шепетовки и Киева. Наконец, в деле спасение уникального культурного комплекса музейная комиссия пришла к следующим выводам:
"1. Бывший бернардинский монастырь, вместе со всеми прилегающими зданиями, костелом и садом переквалифицировать в памятник архитектуры;"
"2. Защищать его от разрушения, что могло бы произойти с ним в случае передачи в КООПТАХ или кушнирской (скорняжной артели);"
"3. Остановить дальнейший вывоз из Заслава и окрестностей вещей, имеющих культурно-историческую и/или художественную ценность;"
"4. Учредить в помещениях бывшего бернардинского монастыря краеведческий музей;"
"5. Вернуть музею все ранее забранные экспонаты"

"6. Возложить на музей функцию охраны памятников культуры и искусства Заславщины.

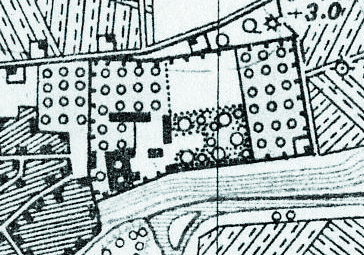
План территории монастыря
(Фрагмент городской карты 1938 г.)

Однако дальнейшие события показали всю тщетность надежд музейщиков.
Последний бернардин оставивший город в 1932 году, предварительно организовав вывоз в Польшу архива и библиотеки монастыря, а также части отделки.
До последних дней в монастыре придерживались Тридентской мессы с жестким чинослужением и обращением священника к престолу, спиной к верующим.

## Захоронения
Традиционно в крипте костела осуществлялись захоронения. Кроме основателей, Януша и Александра Заславских, в монастыре были похоронены также другие представители семьи Заславских: Кароль, Франциск, Сузанна, Евфрузина, Александр и Константин, труповозложения которых были в 1630-х годах перенесены в крипту в костеле Иоанна Крестителя. Погребением в монастырских стенах почтили также представителей ордена: о. Каспера Працкого, миссионера, погибшего «мученической смертью» в России; а. Марьяна Шумского, сначала заключенного, а впоследствии и убитого русскими за миссионерскую деятельность 1620 года; брата Томаша, убитого казаками 1622 года; брата Дидака из Самбора, убитого татарами 1624 года и отца Лукаша из Дрогобыча, образцового катехите.

## Архитектура

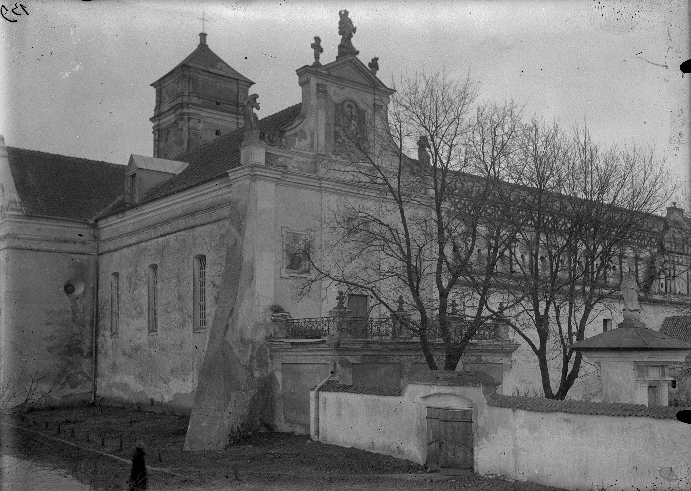
Костел святого Михаила. Вид с северо-запада

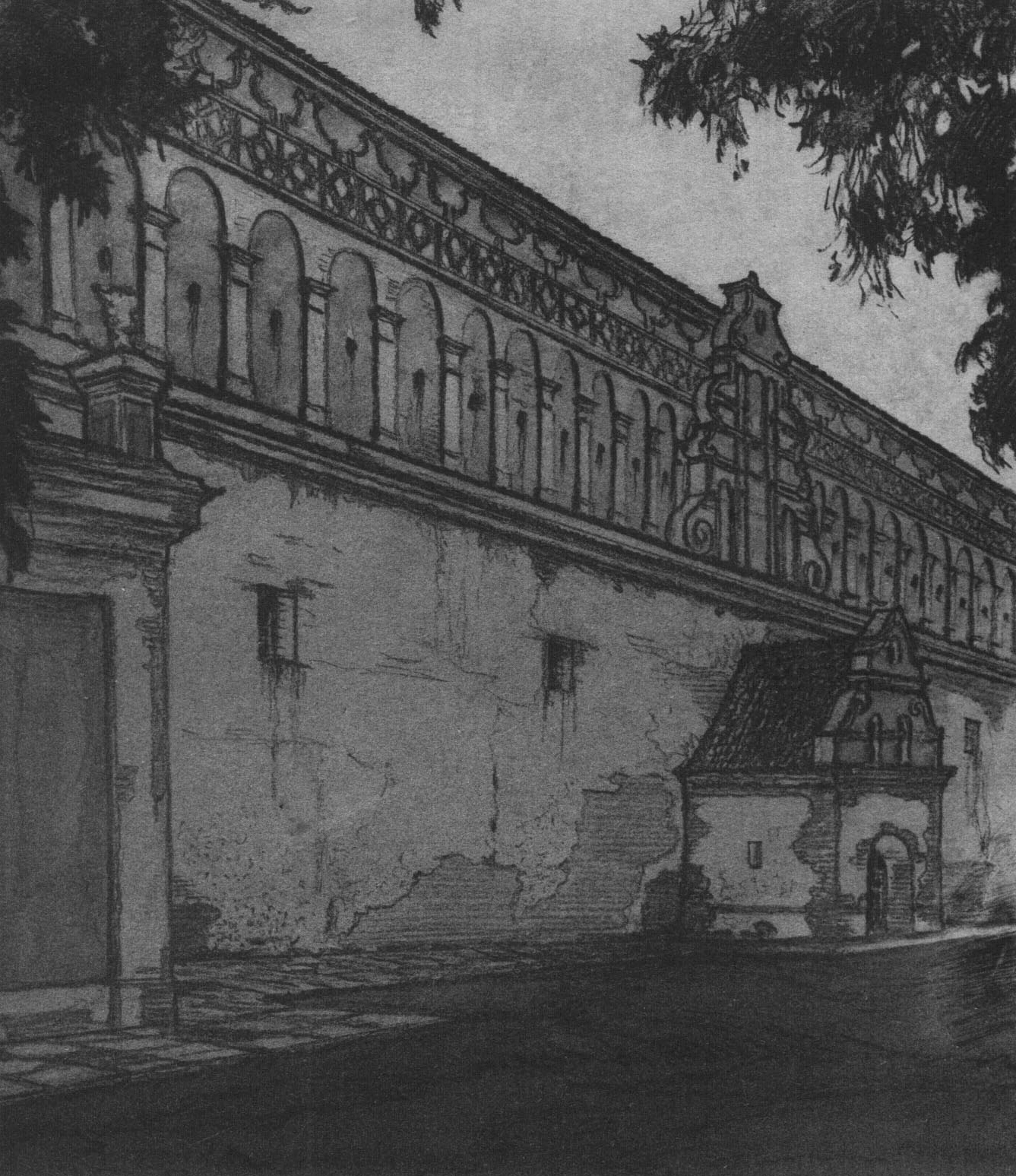
Западный фасад монастыря с тамбуром
(Георгий Лукомский. 1910 г.)

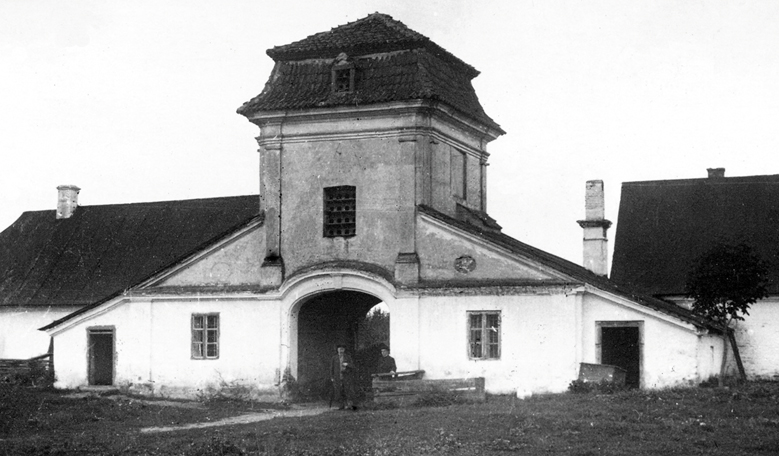
Въездные ворота настежь... Уже в первой четверти ХХ века, монастырь лишился своей сути

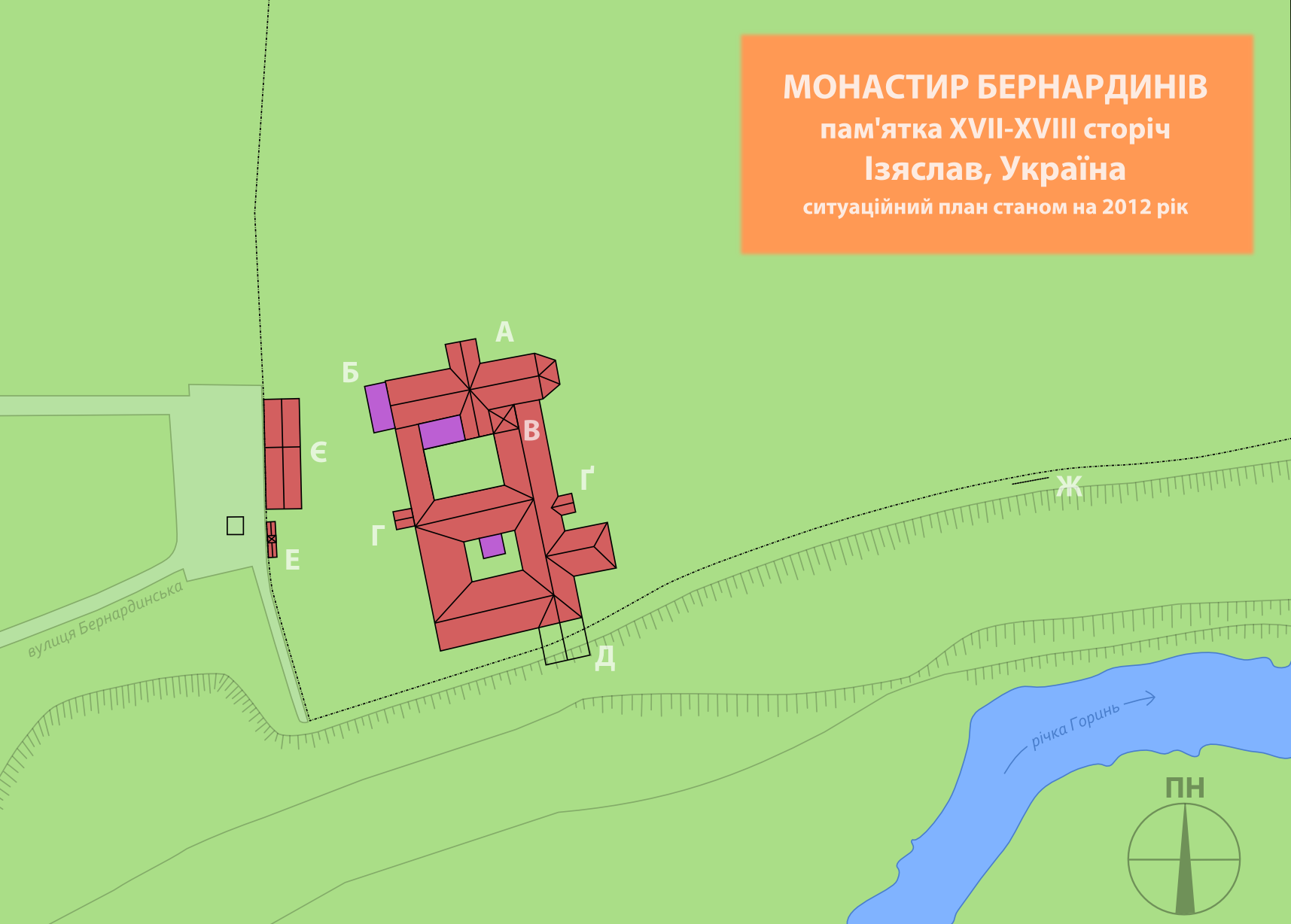
План. A: костел святого Михаила; Б: открытая галерея; В: монастырь бернардинцев; Г: западный тамбур; Д: восточный тамбур; Е: корпус монастыря уничтожен в 1950-х годах; Ё: колокольня; Ж: дом; З: остатки стены с бойницами.

## Охрана достопримечательности

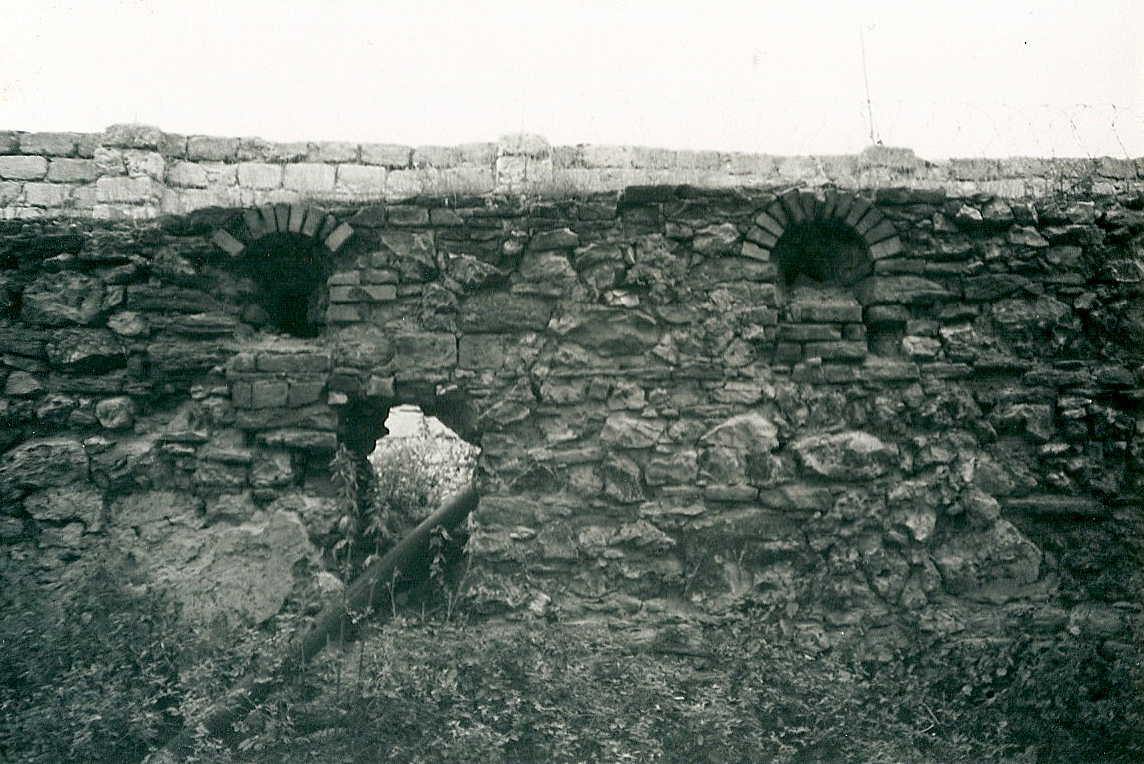
Как охраняется средневековый мур можно убедиться из его состояния (Фотография 2004 г.)

## Тюрьма

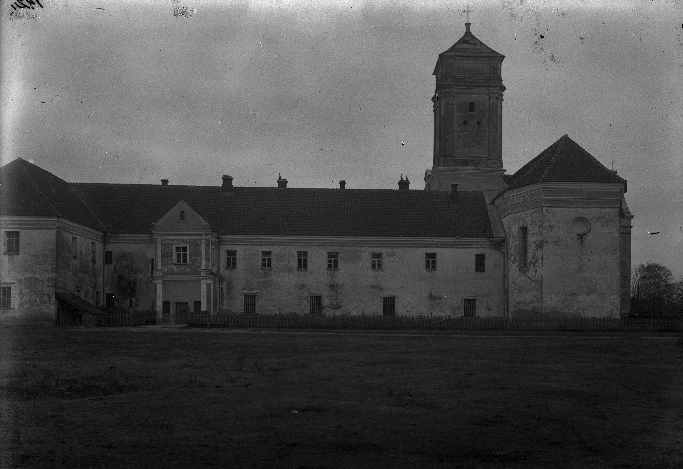
Монастырь от востока — последняя настоящая фотография (1920 г.)

Просторные здания монастыря бернардинцев впервые использовались для «перевоспитания несогласных» за господство Российской империи. В 1918 году монастырь как тюрьму уже использовали гетманцы. Во ту пору политические пленники составляли значительный процент от общего числа, особенно много встречалось среди них сторонников социализма. С 1920-х годов опеку над тюрьмой переняли советские оккупанты.
Непосредственно в тюрьме заседала так называемая «тройка», орган внесудебного вынесения приговоров.
Такое воспоминание о становлении логики Красного террора в застенках Бернардинцев, как с тех пор и до сих пор называют эту тюрьму в народе, оставил крестьянин из села Дворец П. Тимчик:
Изяславская тюрьма времен Красного террора нашла также своё отражение в поэзии украинского поэта Николая Болкуна.

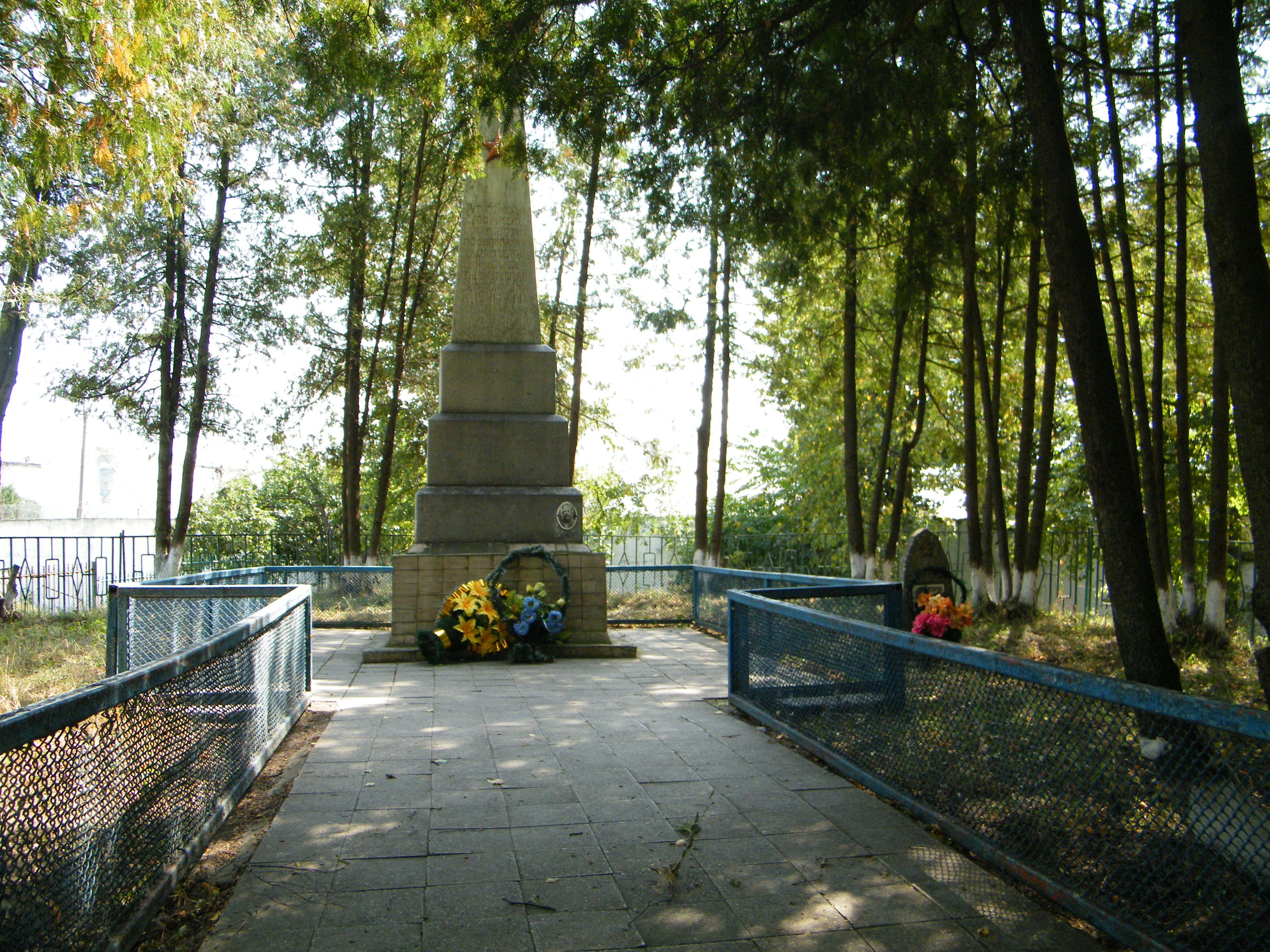
Надгробный памятник на месте захоронения жертв Гестапо

Накануне немецко-советской войны в тюремных стенах проводились эксперименты над людьми, проверялись токсические и психотропные препараты. С началом немецкого наступления персонал и служащие НКВД спаслись бегством, побросав «пациентов» на произвол судьбы.
Во времени немецкой оккупации 1941–1943 годов комплекс бывшего монастыря бернардинцев послужил Гестапо. В частности здесь находились в заключении члены заславской антифашистской группы Михаила Машерука, часть из которых уничтожили, часть расстреляны.
После войны в монастырских стенах размещалась трудовая колония для около 200 «несовершеннолетних правонарушителей». В действительности это были дети «врагов народа». С 1954 года трудовая колония была секретным объектом, который подчинялся непосредственно Москве.
6 декабря 1956 года в тайном распоряжении МВД СССР речь шла о ситуации в так называемых детских колониях СССР. В частности отмечалось, что за прошлый год в изяславском лагере были зафиксированы случаи оскорблений и избиения слабых подростков, конфискации у них еды, вещей и денег со стороны сотрудников колонии. В течение года лагерь охватывали беспорядки и акции массового неповиновения заключенных.
До 1958 года начальником надзорной службы Изяславской детской трудовой колонии Управления Министерства внутренних дел в Хмельницкой области служил Алексей Девятилов, один из исполнителей массовых расстрелов польских военнопленных в путивльских лагерях 1940 года.

### МХ 324/58
Исправительное учреждение МХ 324/58 основана в 1960 году, за короткое время стала известна на весь СССР как одна из самых строгих уголовных тюрем. До 1965 года, как сообщается, она использовалась советскими спецслужбами для казней политических заключённых.
В 1972 году во время земляных работ на территории бывшего монастыря был найден клад, который состоял из церковной утвари: золотых чаш, серебряных подносов, медальонов, подвесок, золотых цепочек, блюдо, крестов с драгоценными камнями. Впоследствии клад вывезен в столицу СССР Москву.
Известно, что в разное время здесь находились в неволе диссиденты Петр Саранчук, Сергей Бабич, Алексей Мурженко, Леонид Шраер. Двое последних вышли из тюрьмы лишь в 1987 году, за четыре года до распада СССР.

### ЗВК № 58 — «Монастырь»

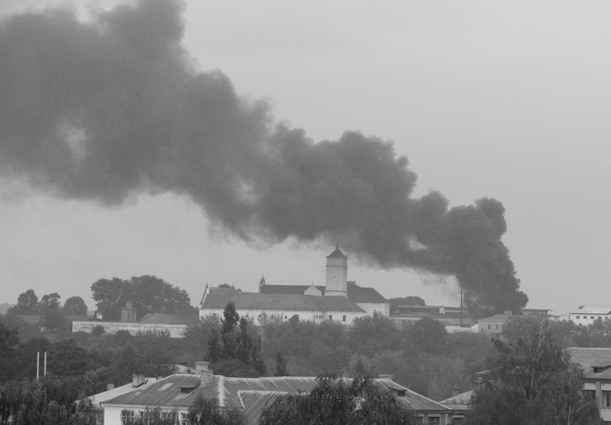
На территории тюрьмы вспыхнул пожар (25 октября 2007 г.)

За ужасные условия содержания и грубого обращения с заключенными учреждение украинской пенитенциарной системы Замковая исправительная колония № 58 (названия в уголовном мире: Монастырь, Белый лебедь) перманентно упоминается в правозащитном и медийном дискурсах. Речь идет о том, что в подвалах бывшего монастыря обустроен карцер и 64 одиночные камеры, а также камеры 62 в бывших конюшнях, где созданы несовместимые со здоровьем и жизнью условиях содержания. Следовательно, это вызывает протесты осужденных, которые перерастают в конфликты с администрацией тюрьмы. Известно, по крайней мере, две похожие между собой ситуации давления и принуждения невольников на выборах в парламент и президента. Однако в 2007 году конфликт вышел за пределы тюрьмы, причинив неудобства в пользовании мобильной связью для жителей целого города.
В 2008 году в здании бывшего костела святого Михаила основан приход Богородицы «Отчаянных последняя Надежда» (рус. «Отчаянных единая Надежда») УПЦ (МП).
В июле 2009 года протест заключенных против ужасных условий содержания и грубого обращения повторился.
1 июля 2010 года Европейский суд по правам человека принял решение в деле «Давыдов и другие против Украины». Суд установил, что в течение 2001-2002 годов имело место четыре нарушения статьи 3 Конвенции (запрет пыток и жестокого обращения), статьи 8 § 1 (право на уважение корреспонденции), статья 13 (право на эффективное средство правовой защиты), статьи 34 (право на индивидуальные жалобы), а также неспособность обеспечить необходимые условия для рассмотрения дела в соответствии со статьей 38 § 1 (а) в отношении лиц, которые на то время отбывали наказание в ЗВК № 58. Дело «Давыдов и другие против Украины» обнаружила одно из наиболее вопиющих нарушений прав человека на Украине. Речь идет об отработке боевых навыков милицейскими спецподразделениями МВД Украины на лицах, отбывающих наказание в местах лишения свободы.
После отмены на Украине смертной казни в ЗВК № 58 создан сектор для содержания более ста пожизненников. Пастырскую работу с осужденными и сотрудниками колонии осуществляют капелланы УГКЦ.

## Факты
- После смерти основателя монастыря князя Януша Заславского (1560 — 4 августа 1629) и его жены Александры Сангушки (1610) их сердца замуровали в стене святыни. Ещё древнегреческий философ Аристотель считал, что душа человека находится в его сердце.
- 31 января 1811 года до калитки монастыря постучался Эдвард Валентин Каинко, будущий камедул, проповедник и переводчик.
- В 1858 году в монастыре скончался бывший профессор философии Виленской духовной академии, автор неизданной через цензуру «Истории ордена пиаров Литовской провинции» Казимир Ленартович.
- В монастыре приняла присягу Шевчик Маргарита, основательница Конгрегации Дочерей Скорбящей Пречистой Девы Марии, 9 июня 2013 года Папой Римским Франциском зачислена к лику блаженных.
- В 1909–1913 годах в монастыре находился в заключении Марьян Токажевский, будущий капеллан первого главы возрожденного польского государства Юзефа Пилсудского.
- Образ тюрьмы как «дом, где солнце встает» нашёл своё отражение в первом украинском варианте песни известной британской рок-группы 1970-х «Geordie».

### Относительно монастыря
- Тадеуш Ежи Стецкий. Волынь. Статистический, исторический и археологический обзор. Львов 1864. Т. 1(пол.)
- Фотографии монастыря Бернардинцев
- N. N. Из рассказов моей бабушки
- Анна Романовская, Владимир Федотов. Знаки времени. Откуда «волны» в Пересопницком Евангелии?

### Относительно тюрьмы
- Как зеки «За ЕДУ» голосовали(рус.)
- Письма к Юле(рус.)
- Голосуя за вас, они рисковали даже жизнью (рус.)
- Осуществление наказаний по-украински (рус.)
- Письмо в ГПУ (рус.)
- Заключенные и выборы (рус.)
- Judgment Strasbourg over Iziaslav Colony Beatings (англ.)